# Franz Hrdlicka
Franz Hrdlicka (Mähren, 15 ottobre 1920 – Schotten, 25 marzo 1945) è stato un aviatore tedesco, oltre che un asso dell'aviazione della Luftwaffe (Wehrmacht), insignito della Croce di Cavaliere della Croce di ferro durante la seconda guerra mondiale. Questa decorazione viene concessa per riconoscere l'estremo coraggio sul campo di battaglia o la leadership militare di successo. Durante la sua carriera Franz Hrdlicka è stato accreditato di 60 vittorie aeree.

## Biografia
Hrdlicka nacque il 15 ottobre 1920 a Maxdorf a Mähren, l'attuale Dvorska di Brno nella Repubblica Ceca. Si arruolò volontario per prestare servizio nella Luftwaffe (Wehrmacht) alla fine del 1939. 
Il 29 maggio 1944 alcuni velivoli dello JG 77 si trasferiscono dall'Aeroporto di Poggio Renatico a Lavariano di Mortegliano per intercettare il ritorno dei B-24 dalla Germania. Sui cieli di Zagabria a mezzogiorno i caccia tedeschi abbattono 12 B-24 americani della 15th Air Force. Un caccia tedesco viene abbattuto. Alle 14.00 il gruppo parte per ritornare a Poggio Renatico. Il Maggiore Siegfried Freytag abbatte un aereo ed anche gli assi Hrdlicka ed Erhart Menge un B-24 ciascuno. Il 4 giugno in tarda mattinata abbattono 4 Supermarine Spitfire ad ovest di Porretta Terme. Il Capitano Hrdlicka e l’asso Franz NÄGELE ottengono una vittoria. 
Il 26 giugno avviene un trasferimento temporaneo degli aerei a Maniago. Due B-24 vengono abbattuti sui cieli di Zagabria, uno dall’asso Capitano Deicke e l’altro dal Capitano Hrdlicka.
Il 27 settembre 1944 fu abbattuto e ferito in combattimento da un Supermarine Spitfire vicino ad Arnhem, ma riuscì a salvarsi. Dopo la sua 44ª vittoria aerea, il 9 agosto 1944 ottenne la Croce di ferro della Croce di Ferro (Ritterkreuz des Eisernen Kreuzes). Fu trasferito allo Jagdgeschwader 2 "Richthofen" (JG 2-2nd Fighter Wing) a metà ottobre 1944. Qui comandò il 1. Staffel come Staffelkapitän (caposquadriglia) prima di essere nominato Gruppenkommandeur (comandante di gruppo) del I. Gruppe di JG 2 "Richthofen" il 9 dicembre 1944.
Hrdlicka fu abbattuto dai caccia della United States Army Air Forces ed ucciso in azione il 25 marzo 1945 vicino a Betzenrod, oggi sobborgo di Schotten, in Assia. I suoi resti furono recuperati l'8 settembre 1951. Era stato nominato per la Croce di ferro della Croce di ferro con foglie di quercia che non era stato approvata.